# Las dos Mariette
Las dos Mariette es un documental escrito y dirigido por la directora argentina Poli Martínez Kaplun, y producido por Lifestories. Se estrenó en Buenos Aires el 11 de abril de 2024. Junto con Lea y Mira dejan su huella y La casa de Wannsee, Las dos Mariette completa una trilogía de documentales sobre la identidad, la discriminación, la memoria, y el impacto del trauma en distintas generaciones, que busca mostrar cómo las estigmatizaciones siguen presentes en la sociedad.

## Sinopsis
Las dos Mariette cuenta la historia de Mariette Diamant, una mujer que llegó a la Argentina desde Francia junto a su familia en la década de 1940, escapando del nazismo. Una vez en Buenos Aires, a instancias de la madre de Mariette, la identidad judía de la familia Diamant se ocultó. Así, Mariette estudió en un colegio católico y se codeó con la alta sociedad porteña. Sin embargo, su vida cambió cuando, a los diecisiete años, descubrió a través de su madre los orígenes judíos de la familia, secreto que Mariette guardaría durante siete décadas. Mediante imágenes, documentos y testimonios, el documental explora las razones de ese ocultamiento (desde el miedo a la estigmatización y el rechazo de sus seres queridos hasta los propios prejuicios de Mariette), así como los efectos que tuvo en su entorno la revelación del secreto.
La idea para el documental surgió después de que Martínez Kaplun conociera a Mariette a través de personas que trabajaban con sobrevivientes del Holocausto y notara la resistencia al tema tanto de la mujer como de su entorno social. Sobre ese encuentro, la directora recuerda: “ella decía que muchos no querían escuchar lo que tenía para contar sobre sus antepasados. Y eso me interesó: por qué seguían vigentes esos prejuicios, por qué hoy en día todavía no se podía hablar de eso por más que pertenezca a un entorno netamente católico y muy hegemónico”.

## Críticas
En La Nación, Paula Vázquez Prieto observa: "Como en La casa Wannsee, donde la vieja mansión del psicólogo Otto Lipman develaba las raíces de una familia perseguida en Alemania y traía al presente lo político de esa búsqueda, Las dos Mariette también pendula entre pasado y presente, pero lo hace en un ejercicio lúcido de reflexión, que incluye voces en tensión, las fotografías como puertas de entrada a detalles olvidados, la deconstrucción de un mundo de certezas que se revela inestable". Además, señala que "la mirada de Poli Martínez Kaplun combina con inteligencia la complejidad del tema y la ligereza de la forma de su revelación".
Nicolás Dell’Acqua, en su reseña para Escribiendo Cine, opina: "Poli Martínez Kaplun, directora de documentales reconocida por obras como Lea y Mira dejan su huella (2016) y La Casa de Wannsee (2019), demuestra una habilidad destacada para narrar sus historias con claridad y convicción", y observa: "A través de imágenes íntimas y conversaciones sinceras, la película penetra en la complejidad de cada persona y sus vivencias".
En su reseña para Otros Cines, Ezequiel Boetti observa: "Con el testimonio de la protagonista y sus viejas fotos familiares como principal fuente de información, Las dos Mariette apuesta por la escucha atenta de los diálogos entre ella y su familia, así como también los que se dan durante un encuentro con víctimas del Holocausto que lograron sobrevivir. La palabra, entonces, como un elemento capaz de sanar heridas".
En el sitio Cine Argentino Hoy, Matías Frega escribe: "Las dos Mariette es mucho más que la historia de una familia que decidió silenciar su pasado. Es un documental que se ramifica y aborda temas que atañen a cualquier espectador. Justamente su riqueza radica en la posibilidad de transponer su planteo y hacer que el público reflexione sobre si esas formas discriminatorias aún siguen vigentes con otras minorías".
En el sitio argentino El Espectador Emancipado se afirma: "Comenzamos con dos aseveraciones: la primera, nos gusta mucho, cómo realizadora, Poli Martínez Kaplun; nos gustan sus encuadres, su voluntad de narrar, la capacidad de dar a su trabajo el tiempo justo y develar qué traen sus protagonistas. Luego, claro está, queda el espectador en libertad de hacer lo que pueda con lo que tiene. Y dos: esta no es una película de una sobreviviente del nazismo".

## Festivales
En noviembre de 2023, Las dos Mariette participó del 38° Festival Internacional de Cine de Mar del Plata, como parte de la sección Panorama Argentino.